# Regla de Naegele
La Regla de Naegele es un método estandarizado de calcular la fecha prevista de parto para una gestación normal. Se llamó así en honor de Franz Naegele (1778-1851), el obstetra alemán que la desarrolló e inventó.
En un estudio de 1990 con mujeres blancas, atendidas en el ámbito sanitario privado, con embarazo sin complicaciones y de parto con inicio espontáneo, encontraron que la mediana fue de 288 días (274 días a partir de la fecha de ovulación) para las madres primíparas y 283 días (269 días a partir de la fecha de la ovulación) para las madres multíparas, lo cual es significativamente de mayor longitud en ambos casos.

## Historia
La fórmula estima la fecha probable de parto (FPP) en función de la fecha de la última menstruación (FUM) de la mujer. A esta fecha le añadimos un año, le restamos 3 meses y le sumamos 7 días. Es decir, FPP = FUM + 7 días + 1 año  - 3 meses.
Esta aproximación se basa en la duración normal de una gestación humana, que dura por término medio 40 semanas (280 días) desde la FUM, o 38 semanas (266) desde la fecha de fertilización.

## Consideraciones
Este método es una estimación muy buena de la fecha de parto, pero se basa en una serie de supuestos que no son exactos:
Ciclos menstruales normalesLa regla está basada en que la ovulación y la fertilización tienen lugar el día 14 de un ciclo normal de 28 días. Por eso es menos exacto cuando la ovulación tiene lugar antes o después del día 14, y en mujeres con ciclos menstruales irregulares. Además puede ocurrir que algunas mujeres sufran una pequeña hemorragia de implantación del óvulo fecundado (unos 8-9 días después de la fertilización), que se puede confundir con una regla.
Duración media de los mesesLa fórmula asume que todos los meses tienen una duración media de 30 días. Sin embargo los meses del calendario Gregoriano tienen una duración media de 365/12 (30,416) días. Sin embargo, la desigual duración de los meses hace que la Regla de Naegels sobrestime la FPP en 3 días para todas las FUM de Mayo. Asimismo, también los años bisiestos introducen otro factor de error.
Gestación mediaLa fórmula asume que la gestación humana dura exactamente 40 semanas desde la FUR. Sin embargo, la duración de los embarazos es muy variable y se consideran partos normales todos los que tengan lugar entre la semanas 37 y la 41. Por ello la FPP sólo se cumple en el 6% de los casos.